# Abattoir Blues/The Lyre of Orpheus
Abattoir Blues/The Lyre of Orpheus è il tredicesimo album pubblicato da Nick Cave and the Bad Seeds. Si tratta di un album doppio con 17 canzoni (9 su Abattoir Blues e 8 su The Lyre of Orpheus), pubblicato il 20 settembre del 2004.
L'opera venne registrata da Nick Launay agli Studio Ferber di Parigi nella primavera del 2004. La formazione prevedeva: Nick Cave; Mick Harvey; Thomas Wydler; Martyn P. Casey; Conway Savage; Jim Sclavunos; Warren Ellis; e James Johnston. Fu il primo disco del gruppo senza la partecipazione di Blixa Bargeld.

## Track list
Abattoir Blues
1. Get Ready for Love (Cave, Ellis, Casey, Sclavunos) – 5:05
2. Cannibal's Hymn (Cave) – 4:54
3. Hiding All Away (Cave) – 6:31
4. Messiah Ward (Cave) – 5:14
5. There She Goes, My Beautiful World (Cave) – 5:17
6. Nature Boy (Cave, Ellis, Casey, Sclavunos) – 4:54
7. Abattoir Blues (Cave, Ellis) – 3:58
8. Let the Bells Ring (Cave, Ellis) – 4:26
9. Fable of the Brown Ape (Cave) – 2:45

The Lyre of Orpheus
1. The Lyre of Orpheus (Cave, Ellis, Casey, Sclavunos) – 5:36
2. Breathless (Cave) – 3:13
3. Babe, You Turn Me On (Cave) – 4:21
4. Easy Money (Cave) – 6:43
5. Supernaturally (Cave) – 4:37
6. Spell (Cave, Ellis, Casey, Sclavunos) – 4:25
7. Carry Me (Cave) – 3:37
8. O Children (Cave) – 6:51

## Formazione
- Nick Cave - voce, pianoforte
- Martyn P. Casey - basso
- Warren Ellis - violino, mandolino, bouzouki, flauto
- Mick Harvey - chitarra
- James Johnston - organo
- Conway Savage - pianoforte
- Jim Sclavunos - batteria, percussioni
- Thomas Wydler - batteria, percussioni
- London Community Gospel Choir: Ase Bergstrom, Lena Palmer, Wendy Rose, Stephanie Meade, Donovan Lawrence, Geo Onayomake

## Riferimenti alla mitologia
Il secondo disco, The Lyre of Orpheus, può essere interpretato come un'astratta rivisitazione del mito di Orfeo.